# Skelmersdale
Skelmersdale è una cittadina di 38.813 abitanti del Lancashire, in Inghilterra.